# Mitrella floccata
Mitrella floccata là một loài ốc biển, là động vật thân mềm chân bụng sống ở biển trong họ Columbellidae.

## Miêu tả
Loài này có kích thước giữa 10 mm and 16 mm

## Phân bố
Chúng phân bố ở Ấn Độ Dương dọc theo Tanzania, Mozambique và Nam Phi.